# شهرداری والکا
شهرداری والکا (به لاتین: Valka Municipality) یک شهرداری در لتونی است. شهرداری والکا ۱۰٬۶۷۸ نفر جمعیت دارد.